# 오토그래프

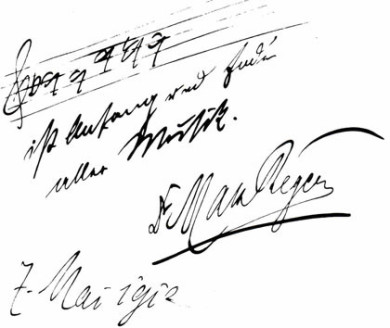
"바흐(B-A-C-H)는 모든 음악의 시작이자 끝이다", 막스 레거의 친필 서명 문서(1912년 5월 7일)

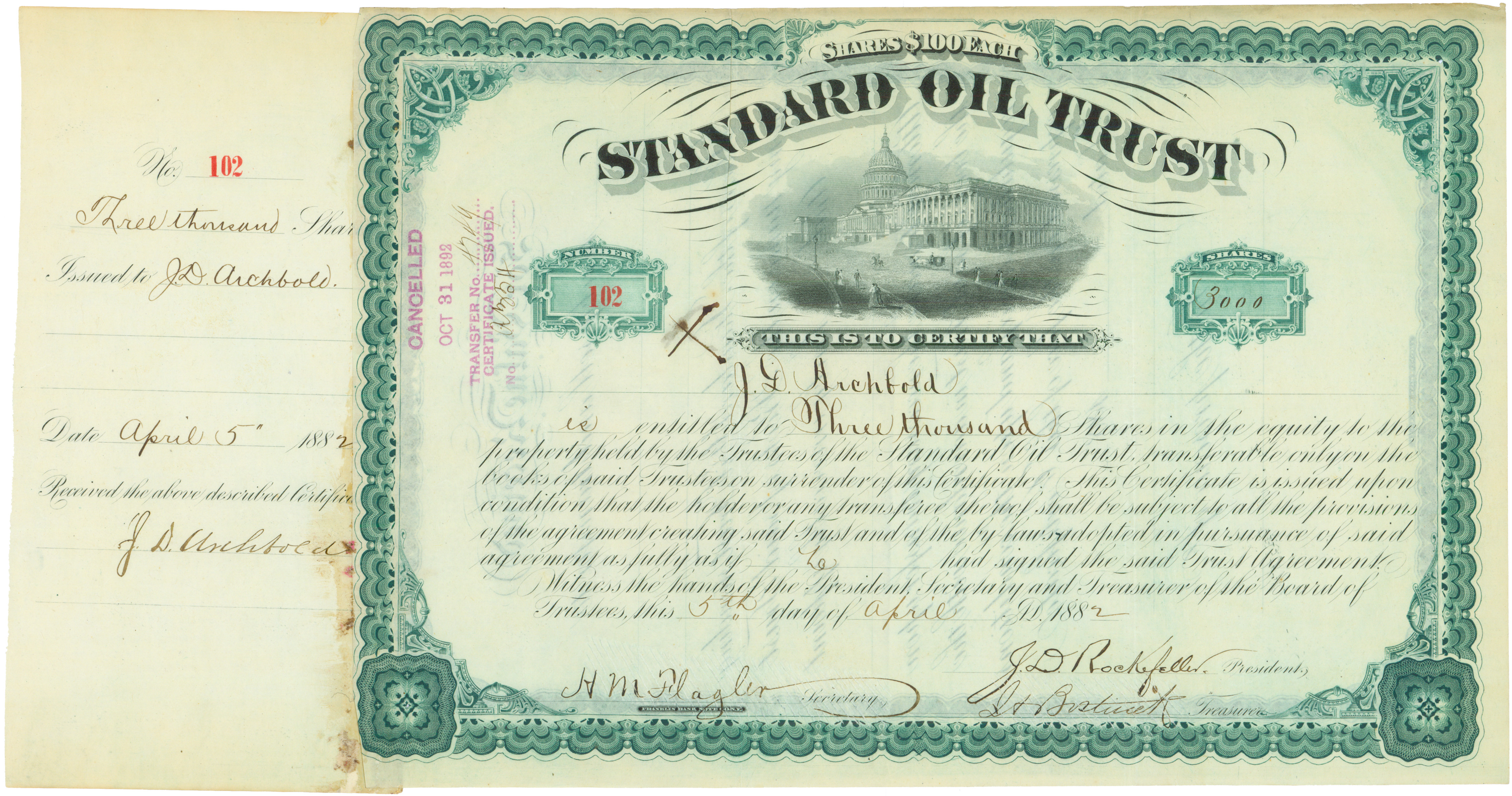
1882년 4월 5일 발행된 스탠더드 오일 신탁의 지분으로, 하단에 존 D. 록펠러가 서명했다.

오토그래프(Autograph)는 개인이 직접 쓴 글씨나 서명(사인)을 의미한다. '오토그래프'라는 단어는 고대 그리스어(αὐτός, autos, "자신(self)" 및 γράφω, gráphō, "쓰기(write)")에서 유래되었으며 보다 구체적으로 다음을 의미할 수 있다.
- 그 내용의 저자가 작성한 원고.[3][4] 이러한 의미에서 '오토그래프'라는 용어는 종종 홀로그래프(자필문)와 상호 교환적으로 사용될 수 있다.[3][5]
- 유명인의 친필 서명(사인).[6] 사인 수집은 이러한 사인을 수집하는 활동이다.[7]

## 역사
가장 오래된 "오토그래프"로 간주될 수 있는 것은 기원전 3100년경의 수메르 점토판으로, 여기에는 서기관 가르.아마(Gar.Ama)의 이름이 새겨져 있다. 아마. 고대의 서면으로된 서명은 발견되지 않았으며 주요 역사적 인물에 대한 가장 오래된 서명은 1098년 엘 시드의 서명이다.

## 유명인의 서명

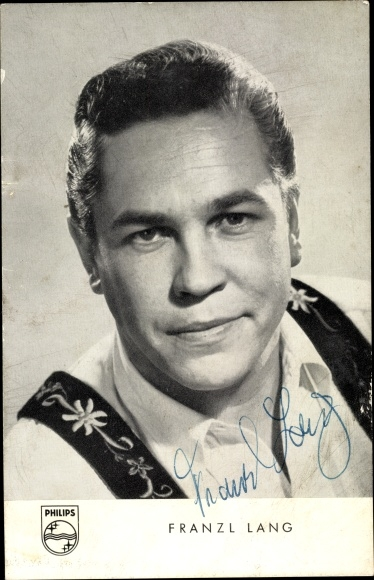
독일의 요들러 프란츨 랑의 사진, 아래쪽에는 팬이 직접 받은 것으로 추정되는 그의 사인이 있다.

흔히 팬이라고 불리는 많은 사람들은 유명인사들과의 만남을 기념하기 위해 그들의 사인을 받고자 한다. 여기에서 더 나아가 유명인들의 사인을 수집하기도 하며, 이를 거래하기도 한다. 고인을 포함한 유명인들의 서명은 고액에 거래되기도 한다.
가장 인기 있는 사인의 대상으로는 아이돌, 가수, 배우 등의 연예인, 운동선수, 예술가, 작가, 사회 및 종교 지도자, 과학자, 우주인, 정치인 등이 있다.